# 松丸伸一郎
松丸 伸一郎（まつまる しんいちろう）は日本の元裁判官で弁護士。松丸総合法律事務所代表。

## 経歴
千葉県市川市で生まれ、市川市立八幡小学校、市川市立第三中学校、千葉県立国府台高等学校、中央大学法学部を経て、1975年に裁判官となる。東京地方裁判所判事などを経て、前橋地方裁判所民事第二部判事などを歴任したが、2013年に退官して弁護士に転じた。

## エピソード
- 松本簡易裁判所判事であった1994年に起きた松本サリン事件において、長野県警の請求に対して第一通報者である河野義行宅の捜索令状を発付しているが、本来過失罪で請求するところを誤って殺人未遂として発行していた。
- 東京地方裁判所八王子支部に所属していた際に担当した1999年9月2日にJR中央線で発生した痴漢冤罪事件において、不起訴となった被疑者が起こした「被害者」および東京都と国に対する損害賠償請求訴訟を、「痴漢が行われた」として棄却[4]。その後、都と国に対する請求を棄却した部分は確定したが、「被害者」に対する請求については最高裁が審理不尽を理由に差し戻した。この事件では、刑事訴訟上被疑者を有罪とするだけの証拠能力を有する証拠を検察官が挙げることができず、被疑者側から「携帯電話の車内使用を注意した腹いせにでっち上げられた」とする反論があり、他の乗客の痴漢行為の実在を肯定する証言はあったものの、痴漢を受けた女性の供述も曖昧であったこと等により、結果的に検察官が犯罪事実を立証できなかった。
- 前橋地裁で担当した群馬大学医学部入試で56歳の主婦が高齢を理由に不合格にされたとして、群馬大学を相手取り入学許可を求めた訴訟において2006年10月27日、「年齢により差別されたことが明白とは認められない」と述べ、原告の請求を棄却した。